# Dieter Sudhoff
Dieter Sudhoff (* 30. Mai 1955 in Büren (Westfalen); † 24. Juni 2007 in Elsen (Paderborn)) war ein deutscher Literaturwissenschaftler, der an der  Universität Paderborn das Fach Neuere deutsche Literatur lehrte.

## Wirken
Sudhoff publizierte zahlreiche Forschungsarbeiten über die Literatur des 19. und 20. Jahrhunderts. Einer seiner Schwerpunkte lag bei der deutschsprachigen Literatur Prags. Hier veröffentlichte er Studien über Ernst Feigl und Paul Leppin. Er war Herausgeber der Studien zur Prager deutschen Literatur und beschäftigte sich mit Camill Hoffmann, Ludwig Winder, Franz Janowitz und Hans Janowitz und Walter Seidl.
Ein weiterer regionaler Schwerpunkt Sudhoffs war die moderne Literatur Westfalens. Sudhoff war Mitarbeiter am von Walther Killy herausgegebenen Literaturlexikon in 12 Bänden und an dem von Ingeborg Fiala-Fürst herausgegebenen Lexikon der deutschsprachigen Autoren aus Mähren und Schlesien. Aus dessen Nachlass gab Sudhoff Werke von Otto Kreiner heraus.
Besondere Bekanntheit erlangten Sudhoffs Forschungen über den Schriftsteller Karl May, mit dessen Spätwerk er sich intensiv auseinandersetzte. Gemeinsam mit Hartmut Vollmer gab er ab 1991 die zehnbändigen „Karl-May-Studien“ heraus. Er war aktiv in der Karl-May-Gesellschaft und mit Hans-Dieter Steinmetz Autor einer fünfbändigen Karl-May-Chronik.

## Werke (Auswahl)
- Karl Mays „Winnetou IV“. Studien zur Thematik und Struktur. Ubstadt: Karolus (Materialien zur Karl-May-Forschung 6) 1981. (Onlinefassung)
- Karl-May-Chronik. 5 Bde., 1 Begleitbuch. Bamberg, Radebeul: Karl-May-Verlag 2005 (mit Hans-Dieter Steinmetz).
- Karl Mays „Winnetou“. Studien zu einem Mythos. Mit einer Einleitung. Frankfurt am Main: Suhrkamp Verlag 1989 (mit Hartmut Vollmer).
- Leben im Schatten des Lichts. Marie Hannes und Karl May. Eine Dokumentation. Bamberg, Radebeul: Karl-May-Verlag 1997.